# Shin Young-rok
Shin Young-rok ((신영록?, 辛泳錄?); Seul, 27 marzo 1987) è un ex calciatore sudcoreano, attaccante.

## Carriera

### Club
L'8 maggio 2011, dopo essere entrato dalla panchina nella partita contro il Daegu, è improvvisamente caduto a terra per un attacco cardiaco. È stato subito soccorso e portato nell'ospedale locale, cadendo però in coma. Cinquanta giorni dopo si è improvvisamente svegliato dal coma, iniziando una terapia riabilitativa. Ha inoltre annunciato che una volta che si sarà completamente ripreso continuerà a giocare.

### Nazionale
Ha giocato nella nazionale sudcoreana Under-17.
Ha partecipato ai Mondiali Under-20 del 2005 ed a quelli del 2007.
Ha preso parte alle Olimpiadi di Pechino 2008; inoltre sempre nel 2008 ha giocato 3 partite con la nazionale maggiore.

## Statistiche

### Cronologia presenze e reti in nazionale
| Cronologia completa delle presenze e delle reti in nazionale ― Corea del Sud | Cronologia completa delle presenze e delle reti in nazionale ― Corea del Sud | Cronologia completa delle presenze e delle reti in nazionale ― Corea del Sud | Cronologia completa delle presenze e delle reti in nazionale ― Corea del Sud | Cronologia completa delle presenze e delle reti in nazionale ― Corea del Sud | Cronologia completa delle presenze e delle reti in nazionale ― Corea del Sud | Cronologia completa delle presenze e delle reti in nazionale ― Corea del Sud | Cronologia completa delle presenze e delle reti in nazionale ― Corea del Sud |
| Data                                                                         | Città                                                                        | In casa                                                                      | Risultato                                                                    | Ospiti                                                                       | Competizione                                                                 | Reti                                                                         | Note                                                                         |
| ---------------------------------------------------------------------------- | ---------------------------------------------------------------------------- | ---------------------------------------------------------------------------- | ---------------------------------------------------------------------------- | ---------------------------------------------------------------------------- | ---------------------------------------------------------------------------- | ---------------------------------------------------------------------------- | ---------------------------------------------------------------------------- |
| 5-9-2008                                                                     | Seul                                                                         | Corea del Sud                                                                | 1 – 0                                                                        | Giordania                                                                    | Amichevole                                                                   | -                                                                            | 46’ 88’                                                                      |
| 11-10-2008                                                                   | Suwon                                                                        | Corea del Sud                                                                | 3 – 0                                                                        | Uzbekistan                                                                   | Amichevole                                                                   | -                                                                            | 56’                                                                          |
| 15-10-2008                                                                   | Seul                                                                         | Corea del Sud                                                                | 4 – 1                                                                        | Emirati Arabi Uniti                                                          | Qual. Mondiali 2010                                                          | -                                                                            | 88’                                                                          |
| Totale                                                                       |                                                                              | Presenze                                                                     | 3                                                                            |                                                                              | Reti                                                                         | 0                                                                            |                                                                              |